# ۲۶ نوامبر
۲۶ نوامبر سیصد و سیمین (در سال‌های کبیسه سیصد و سی و یکمین) روز سال در گاه‌شماری میلادی است. ۳۵ روز تا پایان سال باقی‌است.

## رویدادها
- ۱۹۲۱ - استقلال مغولستان از چین

## زادروزها
- ۱۶۰۷ – جان هاروارد، کشیش انگلیسی
- ۱۷۳۱ – ویلیام کوپر،شاعر و سازنده سرودهای مذهبی انگلیسی
- ۱۸۷۶ – ویلیس کریر، مخترع تهویه مطبوع و بنیان‌گذار شرکت کریر اهل ایالات متحده
- ۱۸۷۶ – ملک عبدالعزیز، اولین پادشاه و بنیان‌گذار کشور عربستان سعودی.
- ۱۸۸۵ – هاینریش برونینگ،سیاستمدار آلمانی و صدراعظم این کشور.
- ۱۸۹۴ – نوربرت وینر،ریاضیدان امریکایی.
- ۱۸۹۵ – بیل ویلسون، پایه‌گذار اصلی جمعیت الکلی‌های گمنام و قدم‌های دوازده‌گانه
- ۱۸۹۸ – کارل زیگلر، شیمی‌دان آلمانی
- ۱۹۰۹ – فریتس بوشلو، بازیکن فوتبال اهل آلمان
- ۱۹۰۹ – اوژن یونسکو، نمایش‌نامه‌نویس و نویسنده فرانسوی
- ۱۹۱۱ – ساموئل رشفسکی،استادبزرگ شطرنج آمریکایی.
- ۱۹۲۲ – چارلز شولتس، کارتنیست آمریکایی
- ۱۹۳۷ – بوریس یگوروف، فضانورد اهل کشور شوروی.
- ۱۹۳۹ – عبدالله احمد بداوی،سیاست‌مدار و نخست وزیر اهل مالزی.
- ۱۹۳۹ – تینا ترنر،خواننده و بازیگر اهل آمریکا.
- ۱۹۴۳ – مارلین رابینسون،رمان‌نویس و مقاله‌نویس آمریکایی.
- ۱۹۴۵ – جان مک‌وی،نوازنده گیتار باس بریتانیایی.
- ۱۹۴۸ – گالینا پروزومنخکیکوا،شناگر اهل کشور روسیه.
- ۱۹۴۹ – مرعی الکثیری، اولین نخست وزیر تیمور شرقی پس از استقلال آن.
- ۱۹۶۴ – شنایدر، ورزشکار زن رشتهٔ اسکی آلپاین اهل کشور سوئیس
- ۱۹۶۵ – دس واکر،بازیکن فوتبال اهل کشور انگلستان
- ۱۹۷۰ – جان امیچی، از مشاهیر بسکتبال آمریکا
- ۱۹۷۵ – دی‌جی خالد، تهیه‌کننده موسیقی و دی جی اهل ایالات متحده
- ۱۹۸۰ – ساتوشی اونو، خواننده و بازیگر ژاپنی
- ۱۹۹۰ – دنی ولبک، بازیکن فوتبال انگلیسی

## مرگ‌ها
- ۳۹۹ - پاپ سیریسیوس، یکی از پاپ‌های کلیسای کاتولیک روم
- ۱۵۰۴، ایزابل یکم، ملکه کاستیا و آراگون (د. ۱۵۰۴)
- ۱۶۸۸ – فیلیپ کینول، شاعر و نمایش‌نامه نویس اهل فرانسه
- ۱۸۵۵ – آدام میکیوویچ، شاعر، نویسنده و مترجم لهستانی
- ۱۸۹۴ – هنریک هرتز، ریاضی‌دان و فیزیک‌دان آلمانی
- ۱۸۹۶ – کاونتری پاتمور، شاعر و منتقد انگلیسی
- ۱۹۲۶ – جان برونینگ، طراح سلاح آمریکایی
- ۱۹۴۳ – ادوارد اوهر، خلبان ایرلندی-آمریکایی
- ۱۹۵۲ – اسون هدین، جغرافیدان، عکاس و کاوشگر سوئدی
- ۱۹۵۹ – آلبرت کتلبی، آهنگ‌ساز، رهبر ارکستر و نوازنده پیانو انگلیسی
- ۱۹۸۱ – ماکس اویوه، استادبزرگ شطرنج، نویسنده و ریاضی‌دان هلندی
- ۱۹۹۲ – جان شارپ، بازیگر اهل بریتانیا (ز. ۱۹۲۰)
- ۲۰۰۳ – استفان وول، داستان‌نویس اهل فرانسه
- ۲۰۱۶ - فیدل کاسترو، رهبر انقلاب کوبا

## رویدادها
- روز قانون اساسی کشور هند
- روز جهانی درخت زیتون[۱]